# Aeglos
Aeglos (em sindarin: Ponta de gelo; também conhecida como Aiglos), nas obras literárias O Silmarillion e Contos Inacabados de J. R. R. Tolkien, é uma lança élfica que pertenceu a Ereinion, também conhecido como Gil-galad. Aeglos era uma arma incrivelmente precisa, não errava o alvo. Com ela, Gil-galad lutou contra Sauron na guerra da Última Aliança, na Planície da Batalha em Mordor. Apesar de possuir tão apurada arma, Gil-galad foi morto por Sauron durante a batalha. Aiglos é também o nome de um tipo de planta na Terra-média, que notadamente cresce em Amon Rûdh.